# 4.25mm 릴리푸트

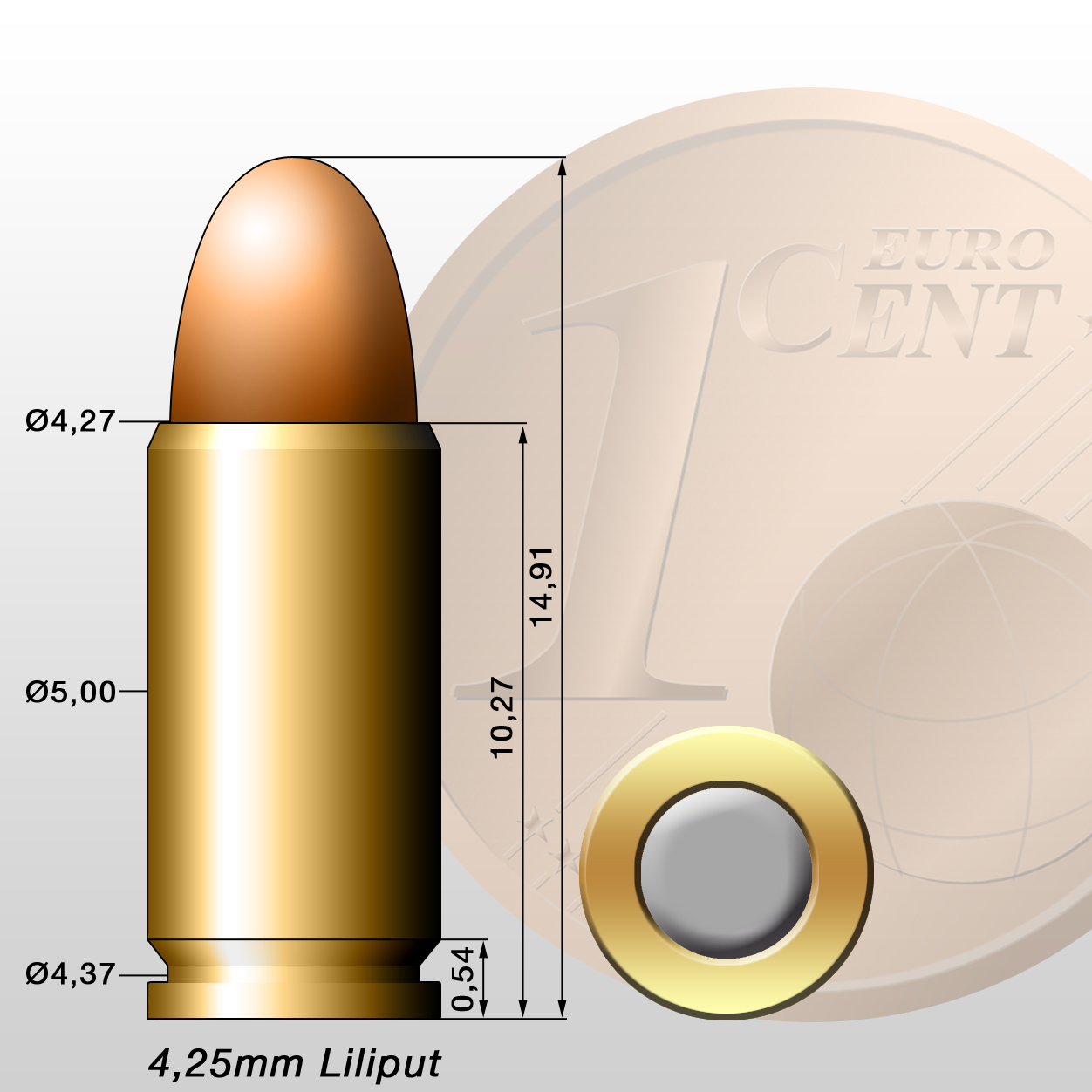

4.25mm 릴리푸트(4.25mm Liliput)는 제1차 세계 대전 이전에 에리카(Erika)가 만든 자동 포켓 피스톨용으로 오스트리아에서 처음 생산된 중앙 격발식 림리스 직선형 탄약이다. 1920년에 아우구스트 멘츠(August Menz)가 줄 (독일)에서 이 탄약을 사용하기 위해 릴리푸트 피스톨을 제조했다. 이 탄약은 오스트리아가 생산을 중단한 후 독일 탄약에 사용된 릴리푸트 이름으로 가장 잘 알려지게 되었다. 이 탄약은 탄피의 입구에 헤드스페이스가 맞춰진다. 1930년대에는 생산된 중앙 격발식 탄약 중 가장 작았다.

## 같이 보기
- 구경별 탄약 목록